# U-739
Unterseeboot 739 foi um submarino alemão do Tipo VIIC, pertencente a Kriegsmarine que atuou durante a Segunda Guerra Mundial.

## Comandantes
| Comandante          | Data                                         |
| ------------------- | -------------------------------------------- |
| Oblt. Ernst Mangold | 6 de março de 1943 - 25 de fevereiro de 1945 |
| Oblt. Fritz Kosnick | 26 de fevereiro de 1945 - 13 de maio de 1945 |
| Oblt. Johannes Ney  | 26 de fevereiro de 1945 - março de 1945      |

## Subordinação
Durante o seu tempo de serviço, esteve subordinado às seguintes flotilhas:
| Período                                        | Flotilha                                   |
| ---------------------------------------------- | ------------------------------------------ |
| 6 de março de 1943 - 31 de outubro de 1943     | 8. Unterseebootsflottille (treinamento)    |
| 1 de novembro de 1943 - 31 de dezembro de 1943 | 9. Unterseebootsflottille (serviço ativo)  |
| 1 de janeiro de 1944 - 8 de maio de 1945       | 13. Unterseebootsflottille (serviço ativo) |

## Operações conjuntas de ataque
O U-739 participou das seguinte operações de ataque combinado durante a sua carreira:
- Rudeltaktik Isegrim (16 de janeiro de 1944 - 27 de janeiro de 1944)
- Rudeltaktik Werwolf (27 de janeiro de 1944 - 2 de fevereiro de 1944)
- Rudeltaktik Boreas (28 de fevereiro de 1944 - 5 de março de 1944)
- Rudeltaktik Keil (16 de abril de 1944 - 20 de abril de 1944)
- Rudeltaktik Donner & Keil (20 de abril de 1944 - 3 de maio de 1944)
- Rudeltaktik Trutz (7 de julho de 1944 - 10 de julho de 1944)
- Rudeltaktik Greif (5 de agosto de 1944 - 26 de setembro de 1944)
- Rudeltaktik Rasmus (6 de fevereiro de 1945 - 13 de fevereiro de 1945)